# Лужки (Эдонский сельсовет)
Лужки — упразднённая деревня в Вязниковском районе Владимирской области России.

## География
Урочище находится в северо-восточной части области, в зоне хвойно-широколиственных лесов, в пределах Волжско-Окского междуречья, на левом берегу ручья Важель, на расстоянии 27 километров (по прямой) к юго-западу от города Вязники, административного центра района.

### Климат
Климат характеризуется как умеренно континентальный. Средняя температура воздуха самого холодного месяца (января) — −11,1 °C (абсолютный минимум — −48 °С), средняя максимальная температура воздуха (июля) — +23,3 °С (абсолютный максимум — +37 °С). Годовое количество атмосферных осадков составляет около 607 мм, из которых 413 мм выпадает в период с апреля по октябрь.

## История
В «Списке населенных мест Владимирской губернии по сведениям 1859 года» населённый пункт упомянут как удельная деревня Судогодского уезда, расположенная при речке Важили, в 56 верстах от уездного города. В деревне насчитывалось 7 дворов и проживало 48 человек (20 мужчин и 28 женщин).
По состоянию на 1905 год, в Лужках имелось 10 дворов и проживало 59 человек. В административном отношении деревня входила в состав Воскресенской волости.
По данным 1926 года, в деревне имелось 15 крестьянских хозяйств и проживало 80 человек (32 мужчины и 48 женщин). Являлась частью Восцинского сельсовета.
На момент упразднения входила в состав Эдонского сельсовета Вязниковского района. Упразднена решением облисполкома № 329 от 2 апреля 1973 года как фактически не существующая.